# 에드워드 빈스

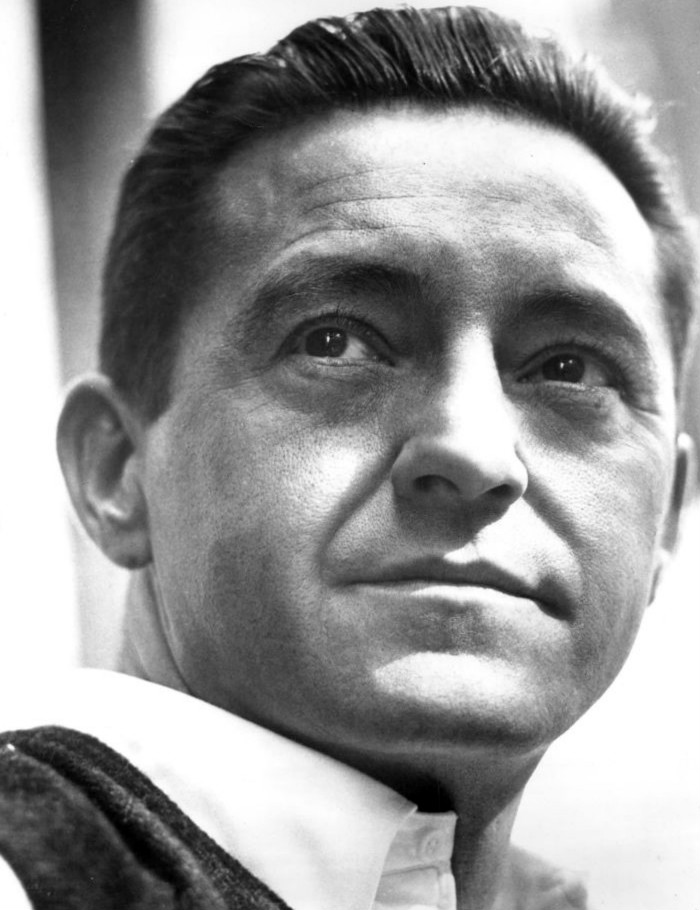

에드워드 빈스(Edward Binns, 1916년 9월 12일 ~ 1990년 12월 4일)는 미국의 배우이다.
필라델피아에서 태어났다.

## 출연 작품
- 달콤한 파계 (1988, After School)
- 심판 (1982년)
- 러브 스토리 2 (1978년)
- 나이트 무브 (1975년)
- 러빈 몰리 (1974년)
- 패튼 대전차 군단 (1970년) - Maj. Gen. 월터 비델 스미스 역
- 추바스코 (1968년)
- 타잔 - 론 엘리 편 3 (1967년)
- 에밀리를 미국 사람으로 만들기 (1964년)
- 핵전략 사령부 (1964년)
- 청춘의 모험 (1962년)
- 뉘른베르크의 재판 (1961년)
- 추격 (1959년)
- 강박충동 (1959년)
- 북북서로 진로를 돌려라 (1959년)
- 12명의 성난 사람들 (1957년) - 배심원 6 역
- 이유없는 의심 (1956년)
- 위다웃 워닝! (1952년)
- 테레사 (1951년)

### 텔레비전
- 페리 메이슨 (1961)
- 도망자 (1963-65)
- FBI (1968-70)
- 비밀지령 (1969-70, It Takes a Thief)